# الاله گوراب
الاله گوراب، روستایی از توابع بخش مرکزی شهرستان فومن در استان گیلان ایران است این روستا در گذشته جزئی از روستای ماوردیان بوده است.

## جمعیت
این روستا در دهستان لولمان قرار دارد و براساس سرشماری مرکز آمار ایران در سال ۱۳۸۵، جمعیت آن ۶۸۶ نفر (۱۷۴خانوار) بوده‌است.